# Intrare/ieșire
In calcul, intrarea/ieșirea (I/I, sau informal ii sau II) sau în varianta engleză input/output (I/O, sau informal io sau IO) este comunicarea dintre un sistem  de procesare a informației, așa cum e un calculator, și lumea din afară, posibil un om sau un alt sistem  de procesare a informației. Intrările sunt signalele sau datele primite de sistem și ieșirile sunt signalele sau date trimise de acesta.